# Roger Gomes
Roger Carvalho de Almeida (Saquarema, 21 de Setembro de 1985), ou simplesmente Rogê Gomes, é um empresário e político brasileiro filiado ao NOVO. 
Nascido em Saquarema, mora em Sampaio Corrêa, terceiro distrito do município. 
Foi vereador por três mandatos na cidade de Saquarema, estado do Rio de Janeiro, durante 2013 a 2024. 
É filho do ex-deputado federal Lourival Gomes (2019-2022), de quem herdou o sobrenome político e irmão de Rômulo Gomes, vice-prefeito de Saquarema entre 2021 e 2024. Além disso, a família é proprietária do Sampaio Corrêa Futebol e Esporte, clube que atualmente compete a primeira divisão do futebol carioca.

## Vida política
Teve o primeiro contato com a vida política no ano de 2008, quando foi candidato a vereador de Saquarema pelo PSC, obtendo 975 votos e assim, não conseguindo se eleger. 
Em 2010, foi candidato a Deputado Estadual do Rio de Janeiro pelo PCdoB, tendo 8.541 votos (0,10% dos válidos).
Em 2012, foi eleito pela primeira vez vereador da cidade de Saquarema pelo PTB, com 2.050 votos (4,44% dos válidos). Foi o segundo vereador mais votado daquele pleito e também da história da cidade.
Em 2016, foi reeleito com 1.066 votos (2,37% dos válidos), pelo antigo PTN, hoje Podemos. 
Em 2020, foi reeleito para o terceiro mandato com 1.224 votos (2,62% dos válidos) pelo Partido Social Liberal, sendo o quinto mais votado do município. 
Em 2024, obteve 698 votos (1,05% dos válidos) pelo partido Novo, não obtendo sucesso no pleito.  